# Rally de Gran Bretaña de 2012
El Rally de Gran Bretaña de 2012, oficialmente 68th Wales Rally of Great Britain, fue la décima ronda de la temporada 2012 del Campeonato Mundial de Rally. Se celebró del 13 al 16 de septiembre. Fue también la sexta ronda del campeonato Super 2000.

## Itinerario y resultados
| Día             | Tramo | Hora  | Nombre                        | Distancia | Ganador            | Tiempo  | Velo. media | Líder rally        |
| --------------- | ----- | ----- | ----------------------------- | --------- | ------------------ | ------- | ----------- | ------------------ |
| Día 1 (14 sep.) | SS1   | 08:13 | Dyfnant 1                     | 20.48 km  | Petter Solberg     | 11:53.5 | 103.3 km/h  | Petter Solberg     |
| Día 1 (14 sep.) | SS2   | 9:38  | Hafren Sweet Lamb 1           | 24.87 km  | Petter Solberg     | 14:46.2 | 101.03 km/h | Petter Solberg     |
| Día 1 (14 sep.) | SS3   | 10:19 | Myherin 1                     | 27.88 km  | Jari-Matti Latvala | 15:55.1 | 105.09 km/h | Jari-Matti Latvala |
| Día 1 (14 sep.) | SS4   | 13:13 | Dyfnant 2                     | 20.48 km  | Jari-Matti Latvala | 11:45.9 | 104.45 km/h | Jari-Matti Latvala |
| Día 1 (14 sep.) | SS5   | 14:38 | Hafren Sweet Lamb 2           | 24.87 km  | Jari-Matti Latvala | 14:44.9 | 101.18 km/h | Jari-Matti Latvala |
| Día 1 (14 sep.) | SS6   | 15:19 | Myherin 2                     | 27.88 km  | Jari-Matti Latvala | 15:55.7 | 105.02 km/h | Jari-Matti Latvala |
| Día 2 (15 sep.) | SS7   | 9:02  | Crychan 1                     | 19.50 km  | Mads Østberg       | 10:38.1 | 110.01 km/h | Jari-Matti Latvala |
| Día 2 (15 sep.) | SS8   | 9:40  | Epynt 1                       | 8.31 km   | Sébastien Loeb     | 4:31.3  | 110.27 km/h | Jari-Matti Latvala |
| Día 2 (15 sep.) | SS9   | 10:06 | Halfway 1                     | 18.35 km  | Jari-Matti Latvala | 10:33.7 | 104.24 km/h | Jari-Matti Latvala |
| Día 2 (15 sep.) | SS10  | 15:17 | Crychan 2                     | 19.50 km  | Petter Solberg     | 10:27.9 | 111.80 km/h | Jari-Matti Latvala |
| Día 2 (15 sep.) | SS11  | 15:55 | Epynt 2                       | 8.31 km   | Jari-Matti Latvala | 4:28.5  | 111.42 km/h | Jari-Matti Latvala |
| Día 2 (15 sep.) | SS12  | 16:21 | Halfway 2                     | 18.35 km  | Petter Solberg     | 10:30.4 | 104.79 km/h | Jari-Matti Latvala |
| Día 2 (15 sep.) | SS13  | 18:30 | Celtic Manor                  | 3.04 km   | Jari-Matti Latvala | 1:46.9  | 102.38 km/h | Jari-Matti Latvala |
| Día 3 (16 sep.) | SS14  | 7:18  | Port Talbot 1                 | 17.35 km  | Sébastien Loeb     | 9:15.9  | 112.7 km/h  | Jari-Matti Latvala |
| Día 3 (16 sep.) | SS15  | 8:16  | Rheola 1                      | 8.87 km   | Sébastien Loeb     | 4:42.0  | 112.3 km/h  | Jari-Matti Latvala |
| Día 3 (16 sep.) | SS16  | 8:34  | Walters Arena 1               | 15.33 km  | Jari-Matti Latvala | 8:49.3  | 101.3 km/h  | Jari-Matti Latvala |
| Día 3 (16 sep.) | SS17  | 12:07 | Port Talbot 2                 | 17.35 km  | Petter Solberg     | 9:07.1  | 114.5 km/h  | Jari-Matti Latvala |
| Día 3 (16 sep.) | SS18  | 13:05 | Rheola 2                      | 8.87 km   | Sébastien Loeb     | 4:40.1  | 113.1 km/h  | Jari-Matti Latvala |
| Día 3 (16 sep.) | SS19  | 13:23 | Walters Arena 2 (Power stage) | 15.33 km  | Mikko Hirvonen     | 8:51.4  | 100.9 km/h  | Jari-Matti Latvala |

- Referencias[1]

### Power stage
| Pos | Piloto             | Tiempo | Difer. | Veloc.media | Puntos |
| --- | ------------------ | ------ | ------ | ----------- | ------ |
| 1.  | Mikko Hirvonen     | 8:51.4 | 0.0    | 100.9 km/h  | 3      |
| 2.  | Sébastien Loeb     | 8:52.6 | +1.2   | 100.7 km/h  | 2      |
| 3.  | Jari-Matti Latvala | 8:52.9 | +1.5   | 100.7 km/h  | 1      |

## Clasificación final
| Pos.     | Piloto               | Copiloto             | Automóvil               | Tiempo    | Diferencia | Puntos |
| WRC      | WRC                  | WRC                  | WRC                     | WRC       | WRC        | WRC    |
| -------- | -------------------- | -------------------- | ----------------------- | --------- | ---------- | ------ |
| 1.       | Jari-Matti Latvala   | Miikka Antiila       | Ford Fiesta RS WRC      | 3:03:40.3 | 0.0        | 25+1   |
| 2.       | Sébastien Loeb       | Daniel Elena         | Citroën DS3 WRC         | 3:04:08.1 | +27.8      | 18+2   |
| 3.       | Petter Solberg       | Chris Patterson      | Ford Fiesta RS WRC      | 3:04:09.0 | +28.7      | 15     |
| 4.       | Mads Østberg         | Jonas Andersson      | Ford Fiesta RS WRC      | 3:04.50,9 | +1.10,6    | 12     |
| 5.       | Mikko Hirvonen       | Jarmo Lehtinen       | Citroën DS3 WRC         | 3:05.09,8 | +1.29,5    | 10+3   |
| 6.       | Evgeni Novikov       | Ilka Minor           | Ford Fiesta RS WRC      | 3:07.17,3 | +3.37,0    | 8      |
| 7.       | Thierry Neuville     | Nicolas Gilsoul      | Citroën DS3 WRC         | 3:07.52,2 | +4.11,9    | 6      |
| 8.       | Matthew Wilson       | Scott Martin         | Ford Fiesta RS WRC      | 3:09.40,7 | +6.00,4    | 4      |
| 9.       | Martin Prokop        | Zdeněk Hrůza         | Ford Fiesta RS WRC      | 3:10.39,2 | +6.58,9    | 2      |
| 10.      | Nasser Al-Attiyah    | Giovanni Bernacchini | Citroën DS3 WRC         | 3:13.12,4 | +9.32,1    | 1      |
| SWRC     |                      |                      |                         |           |            |        |
| 1. (13.) | Craig Breen          | Paul Nagle           | Ford Fiesta S2000       | 3:18:22.9 | 0.0        | 25     |
| 2. (14.) | Thomas Cave          | Craig Parry          | Proton Satria Neo S2000 | 3:21:00.7 | +2:37.8    | 18     |
| 3. (16.) | Yazeed Al-Rajhi      | Michael Orr          | Ford Fiesta S2000       | 3:22:53.7 | +4:30.8    | 15     |
| 4. (17.) | Maciej Oleksowicz    | Andrzej Obrebowski   | Ford Fiesta S2000       | 3:26:38.8 | +8:15.9    | 12     |
| 5. (23.) | Alastair Fisher      | Daniel Barritt       | Ford Fiesta S2000       | 3:37:14.4 | +18:51.5   | 10     |
| 6. (24.) | Per-Gunnar Andersson | Emil Axelsson        | Proton Satria Neo S2000 | 3:37:51.1 | +19:28.2   | 8      |
| 7. (26.) | Hayden Paddon        | John Kennard         | Škoda Fabia S2000       | 3:43:25.8 | +25:02.9   | 6      |